# Eclipsiodes
Eclipsiodes és un gènere d'arnes de la família Crambidae.

## Taxonomia
- Eclipsiodes anthomera (Lower, 1896)
- Eclipsiodes crypsixantha Meyrick, 1884
- Eclipsiodes homora Turner, 1908

## Espècies antigues
- Eclipsiodes orthogramma (Lower, 1902)
- Eclipsiodes schizodesma (Lower, 1899)
- Eclipsiodes semigilva Turner, 1922